# Szaniec Mewi
Szaniec Mewi (niem. Möwenschanze) – dzieło fortyfikacyjne w Gdańsku, wzniesione w latach 1844-46 i 1874-76 przez Prusaków na miejscu wcześniejszego (niezachowanego) obiektu z epoki napoleońskiej. Leży na terenie portu gdańskiego u nasady Półwyspu Westerplatte, przy Zakręcie Pięciu Gwizdków, na północ od Twierdzy Wisłoujście.

## Historia
Szaniec Mewi powstał, by bronić ujścia Wisły, które w związku ze zmianami położenia brzegu Zatoki Gdańskiej odsunęło się od pełniącej dawniej tej rolę Twierdzy Wisłoujście. W l. 1811-13 Francuzi usypali bezpośrednio nad brzegiem morza okrągłą, ziemną redutę z baterią artyleryjską, połączoną z Twierdzą obwałowaną linią komunikacyjną. Dzieło to zostało poważnie zniszczone przez powódź na Wiśle w 1829 r. W latach 1844–46 Prusacy usypali nowe dzieło obronne w formie ziemnej pięciobocznej lunety otoczonej nawodnioną fosą, z murowaną reditą na planie krzyża. W latach 1874–76 Szaniec Mewi przebudowano na fort mieszczący baterię artylerii nadbrzeżnej, umieszczając na wale prawego czoła trzy stanowiska dla ciężkich armat gwintowanych kalibru 210 mm. Fort był otoczony wodną fosą z bramą i mostem zwodzonym od strony południowej. Do konstrukcji działobitni i schronów amunicyjnych zastosowano eksperymentalnie używany w tych czasach beton w miejsce dotychczas stosowanych stropów drewniano-ziemnych. W 1895 wskutek postępu sztuki fortyfikacyjnej fort uznano za przestarzały, działa zdemontowano i przeniesiono do fortu w Brzeźnie na terenie dzisiejszego parku brzeźnieńskiego. W 1912 Szaniec został zdemilitaryzowany i porzucony przez wojsko. W następnych latach wały i fosę zniwelowano, a na wolnym miejscu wzniesiono budynki warsztatów portowych.
W okresie międzywojennym Mewi Szaniec służył przez kilka lat Polskiemu Klubowi Morskiemu.
Podczas obrony Westerplatte w dniach 1-7 września 1939 r. z rejonu Szańca Mewiego wychodziły niemieckie natarcia w kierunku polskiej Wojskowej Składnicy Tranzytowej. Po kapitulacji, szaniec stał się pierwszym tymczasowym obozem jenieckim wziętych do niewoli żołnierzy polskich.

## Stan obecny

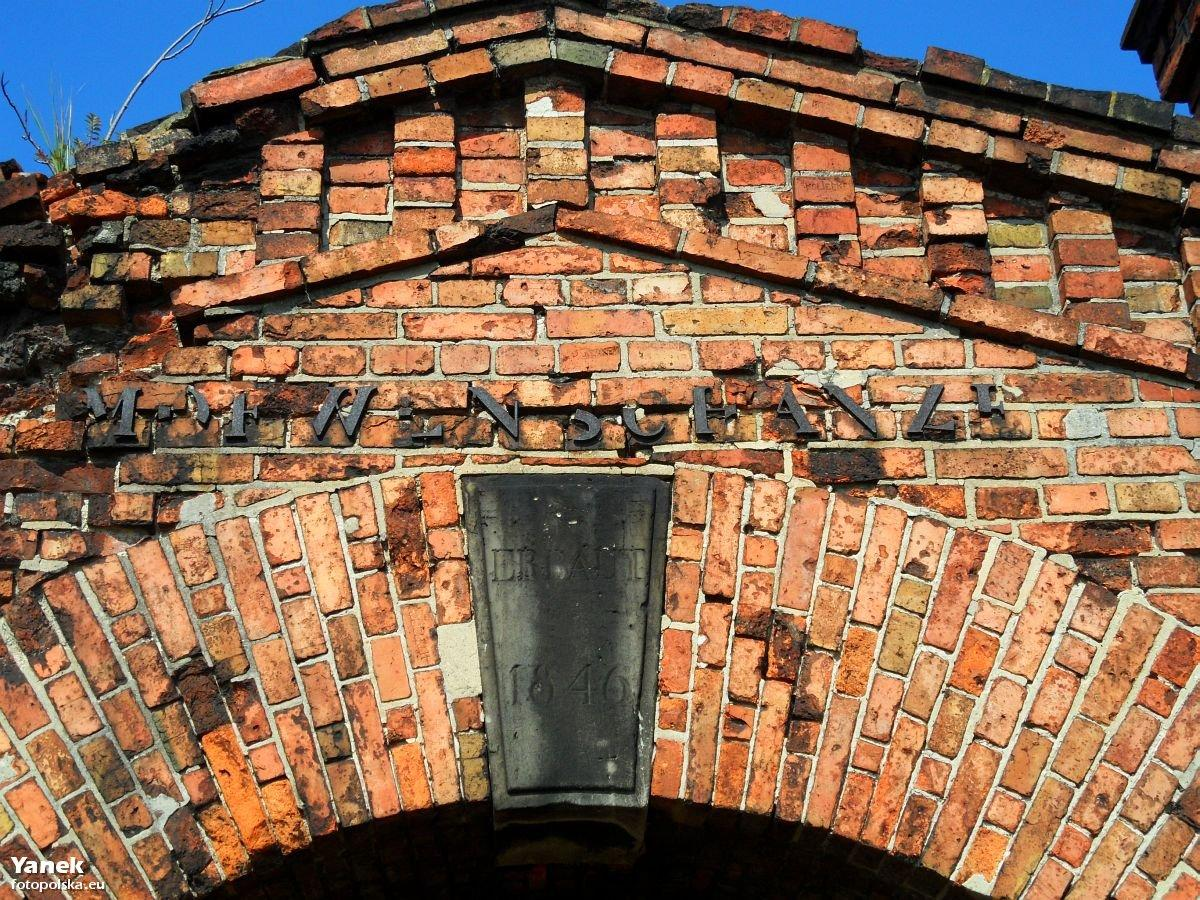
Mur nasady ze zwornikiem

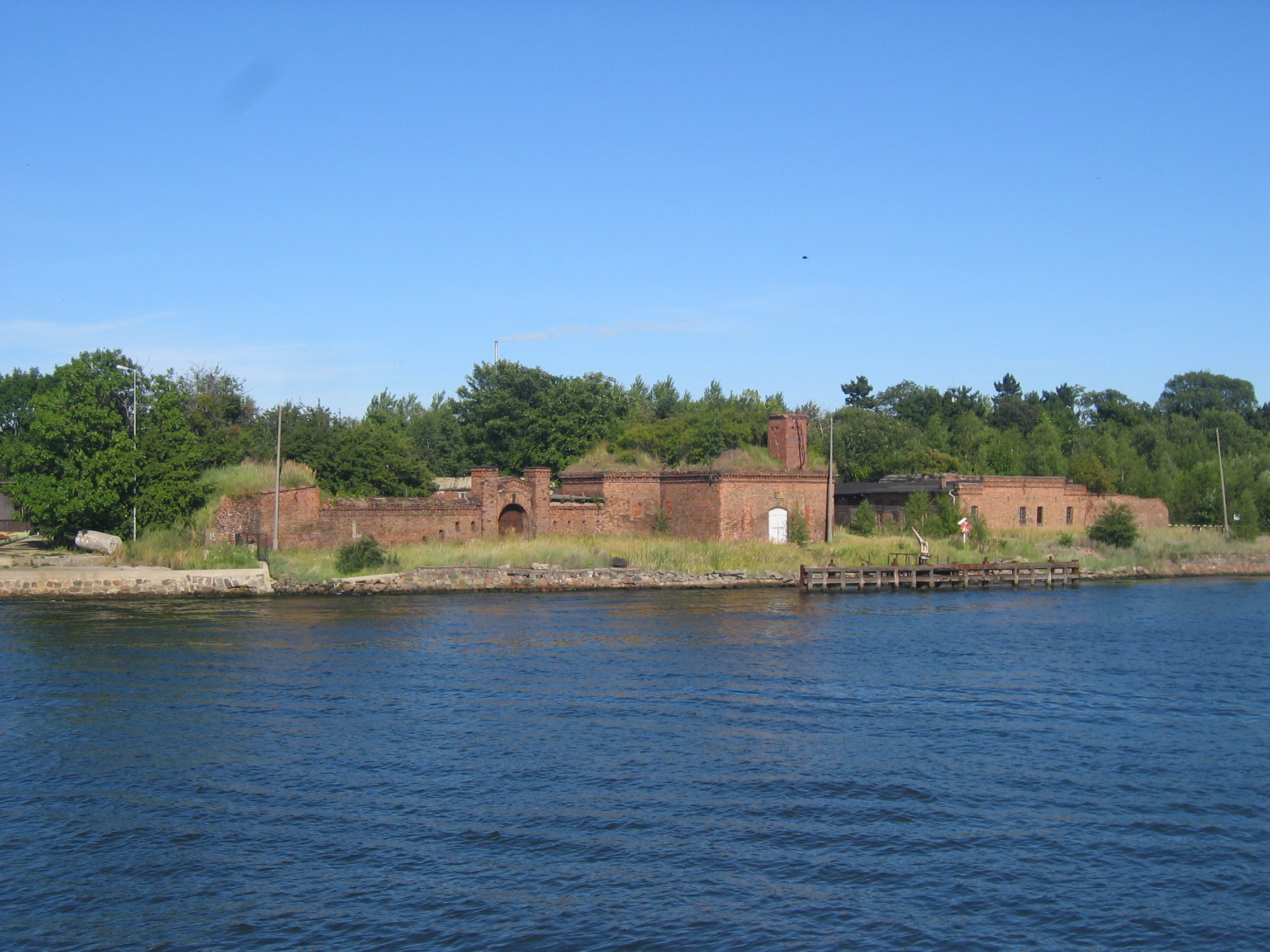
Relikty Szańca Mewiego widziane z Kanału Portowego

Po przekształceniach, jakie nastąpiły w najbliższej okolicy w drugiej połowie XX wieku (budowa Portu Północnego, poszerzanie toru wodnego od strony Zakrętu Pięciu Gwizdków), relikty Szańca Mewiego znajdują się w pewnym oddaleniu od Zatoki Gdańskiej, natomiast niemal bezpośrednio nad Martwą Wisłą, przy Nabrzeżu Mew, na terenie bazy oznakowania nawigacyjnego Urzędu Morskiego w Gdyni. We w miarę dobrym stanie przetrwały: murowana z cegły redita krzyżowa, mur nasady z bramą, nad którą znajduje się kamienny zwornik z napisem „Erbaut 1846”, a wyżej pozostałości metalowych liter tworzących napis „MOEWENSCHANZE”, ceglana prochownia zachodnia, trzy betonowo-ceglane stanowiska armat kalibru 210 mm i schrony. Obiekty te są zagrożone w związku z planami rozwoju portu gdańskiego i dalszego poszerzania toru wodnego.
31 sierpnia 2009 podpisano na Mewim Szańcu Akt Erekcyjny Społecznego Muzeum Wojskowej Składnicy Tranzytowej na Westerplatte, które miało tam być utworzone, ale nigdy nie powstało. Obiekty zostały zdewastowane, skradziono kratę forteczną, pancerne drzwi w schronach i metalowe elementy windy amunicyjnej. Po interwencjach Romualda Szymańskiego Wojewódzki Konserwator Zabytków w Gdańsku za środki uzyskane od wojewody pomorskiego zabezpieczył obiekt tymczasowo poprzez zamurowanie wejść i okien do obiektów fortu, na jego terenie dokonano także częściowej wycinki samosiejek.